# Hubert Julian
Pour les articles homonymes, voir Julian.
Hubert Fauntleroy Julian est un pionnier de l'aviation né le 20 septembre 1897 à Port-d'Espagne (Trinité) et mort le 19 février 1983 à New York.

## Biographie
Hubert Fauntleroy Julian est né le 20 septembre 1897 à Port-d'Espagne, sur l'île de Trinité. Il apprend à piloter au Canada et obtient sa licence de pilote à l'âge de 19 ans. En 1921, il s'installe à New York et réalise plusieurs sauts en parachute, dont l'un mémorable au-dessus de Manhattan le 23 avril 1923, et gagne le surnom de « L'aigle noir ».
En 1924, il annonce son projet de rejoindre l'Afrique, ce qui constituerait la première traversée de l'océan Atlantique en solitaire. Il prévoit de longer la Floride avant de gagner l'Amérique du Sud, puis de traverser l'océan entre le Brésil et le Liberia et envisage de poursuivre jusqu'en Éthiopie. Il organise alors une campagne de souscription pour financer son projet mais beaucoup sont sceptiques quant à sa réussite. Le 4 juillet 1924, Hubert Julian décolle de la Harlem River à bord d'un hydravion baptisé Ethiopia I datant de la Première Guerre mondiale mais après quelques minutes seulement, le patin droit de l'appareil se détache et il s'écrase dans Flushing Bay (en).
En 1930, il est approché par des représentants de Tafari Makonnen, prince régent d'Éthiopie, qui l'invite à organiser l'Armée de l'air impériale éthiopienne naissante et à former des pilotes pour son couronnement qui doit avoir lieu en novembre de cette même année. À son arrivée en Éthiopie, le prince lui accorde la nationalité éthiopienne et il est fait maréchal de l'Armée de l'air impériale mais lors d'un spectacle aérien en octobre, il s'écrase, détruisant ainsi l'un des trois seuls appareils dont dispose l'armée et Hubert Julian doit quitter le pays.
Il meurt le 19 février 1983 dans le Bronx et est enterré au cimetière national de Calverton.